# Volavka
Volavka je český název pro několik rodů brodivých ptáků z čeledi volavkovitých. Dohromady tvoří podčeleď volavek Ardeinae. Do české fauny patří šest druhů: volavka popelavá, volavka červená, volavka bílá, volavka stříbřitá, volavka vlasatá, volavka rusohlavá.

## Druhy
- rod Agamia
  - volavka agami (Agamia agami)
- rod Ardea
  - volavka africká (Ardea melanocephala)
  - volavka bělokrká = pacifická (Ardea pacifica)
  - volavka císařská (Ardea insignis)
  - volavka červená (Ardea purpurea)
  - volavka jihoamerická (Ardea cocoi)
  - volavka madagaskarská (Ardea humbloti)
  - volavka obrovská (Ardea goliath)
  - volavka popelavá (Ardea cinerea)
  - volavka šedohnědá = snědá (Ardea sumatrana)
  - volavka velká (Ardea herodias)
  - †Ardea bennuides
  - †Ardea formosa
  - †Ardea howardae
  - †Ardea polkensis
  - †Ardea similis
- rod Ardeola – všechny druhy tohoto rodu jsou někdy považovány za poddruhy jediného druhu
  - volavka čínská (Ardeola bacchus)
  - volavka hnědobřichá (Ardeola rufiventris)
  - volavka hnědohřbetá (Ardeola grayii)
  - volavka modrozobá (Ardeola idae)
  - volavka nádherná (Ardeola speciosa)
  - volavka vlasatá (Ardeola ralloides)
- rod Bubulcus
  - volavka rusohlavá = rusovlasá = pastvinná (Bubulcus ibis) – někdy řazena k rodu Ardeola
- rod Butorides
  - volavka proměnlivá (Butorides striatus)
  - †Butorides validipes
- rod Egretta
  - volavka bělolící (Egretta novaehollandiae) – někdy řazena do rodu Ardea
  - volavka bělostná (Egretta thula)
  - volavka bílá (Egretta alba) – dříve řazena do zvláštního rodu Casmerodius
  - volavka černá (Egretta ardesiaca)
  - volavka černobílá (Egretta picata) – někdy řazena do rodu Ardea
  - volavka červenavá = purpurová (Egretta rufescens) – někdy řazena do rodu Hydranassa
  - volavka modrošedá (Egretta caerulea)
  - volavka pobřežní (Egretta sacra) – někdy řazena do rodu Ardea
  - volavka prostřední (Egretta intermedia)
  - volavka rudohrdlá (Egretta vinaceigula)
  - volavka stříbřitá (Egretta garzetta) – někdy řazen do rodu Ardea
  - volavka tříbarevná (Egretta tricolor) – někdy řazena do rodu Hydranassa
  - volavka žlutozobá (Egretta eulophotes)
  - †Egretta subfluvia
- rod Pilherodius
  - volavka černohlavá (Pilherodius pileatus)
- rod Syrigma
  - volavka hvízdavá (Syrigma sibilatrix) – někdy řazena do rodu Ardea